# StEG Tendergepäckswagen
Die StEG Tendergepäckswagen bildeten eine Schlepptenderreihe der Staats-Eisenbahn-Gesellschaft (StEG), einer privaten Eisenbahngesellschaft Österreich-Ungarns.
Die StEG beschaffte diese Spezialtender, als klar wurde, dass die im Laufe des Betriebes sich verringernden Vorräte auf den Engerth-Lokomotiven StEG I 500–503 dem vorgesehenen Betrieb auf der Steyerdorfer Montanbahn entgegenstanden.
Diese zweiachsigen Tender konnten nicht nur Wasser und Kohle befördern, sondern hatten auch noch eigenen Raum zur Gepäckaufbewahrung.
Die Fahrzeuge wurden nur gemeinsam mit den Lokomotiven StEG I 500–503 eingesetzt.